# Manuel Nunes da Silva
Manuel Nunes da Silva (Lisboa, antes de 1667 - Lisboa, c. 24 de julio de 1704) fue un teórico de la música portugués.

## Vida
Manuel Nunes da Silva nació en Lisboa en fecha desconocida, aunque anterior a 1667, siendo bautizado en la iglesia de Santa María Magdalena. Estudió con João Álvares Frovo, maestro de capilla de la Catedral de Lisboa, posiblemente como infante del coro. Con dieciocho años se interesó por la teoría musical y antes de su ordenamiento ya enseñaba música en el seminario arzobispal de Lisboa.
Ernesto Vieira en su Diccionario Biographico de Musicos Portuguezes afirma que Nunes da Siva fue el sucesor de Frovo en el magisterio de la Catedral de Lisboa: «Frovo foi mestre de Manuel Nunes da Silva seu successor na cathedral, como este declara na sua ‹Arte minima› pag. 125». Frovo falleció el 29 de enero de 1682, por lo que esa sería aproximadamente la fecha del inicio del magisterio de Nunes da Silva. Sin embargo, en su Arte mínima Nunes da Siva no menciona a Álvares Frovo más que en las páginas 12 y 62, sin mencionar la sucesión. Además, en las biografías de Manuel Nunes da Silva no se menciona que ocupase el magisterio de la Catedral de Lisboa, por lo que es posible que no ejerciese el cargo.
Escribió un resumen de la teoría musical para sus numerosos alumnos y para los estudiantes del seminario un libro de texto sobre la canto llano. Estos apuntes, junto con dos capítulos sobre contrapunto y composición. En 1685 publicó estos textos en forma de su Arte mínima por primera vez. En ese momento era maestro de capilla de la iglesia de Santa María Magdalena en Lisboa y enseñaba música en la escolanía de Santa Catarina de la Catedral. Cuando se publicó la segunda edición de Arte mínima en 1704, seguía manteniendo estos dos cargos. Además, de 1685 a 1704 también enseño música en el colegio de la Orden de Cristo, de la que formaba parte, y maestro de capilla de la iglesia de la orden, Nuestra Señora de la Concepción.
Fallecía Lisboa, poco antes del 24 de julio de 1704.

## Obra

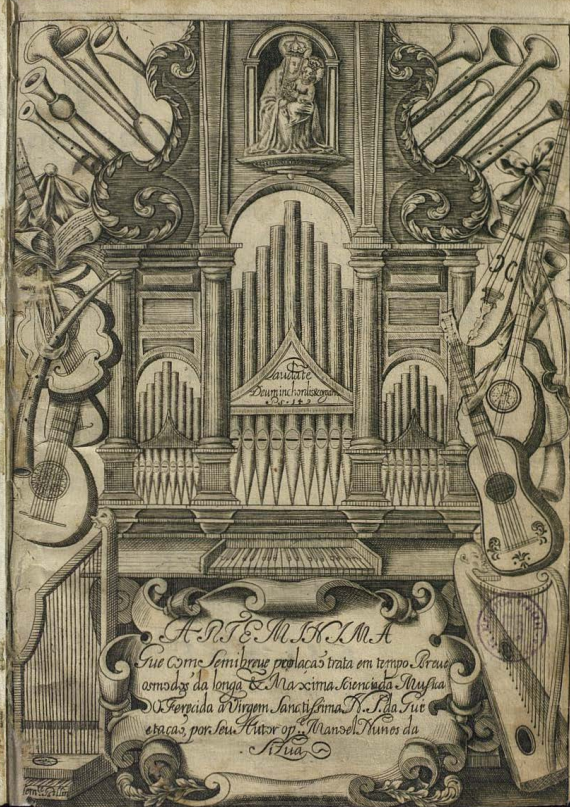
Arte minima (edición de 1704)

Nunes da Silva es conocido por su Arte minima, que com semibreve prolaçam tratta em tempo breve, os modos de maxima, & longa sciencia da musica publicada en Lisboa en 1685 (2.ª ed. 1704; 3.ª ed. 1725). Los cinco adjetivos del título (mínima, semibreve, breve, máxima, larga) sin un juego de palabras con las longitudes de las notas.
Como se ha comentado más arriba, el libro está basado en la información que Nunes da Silva usaba para enseñar a sus alumnos. Comienza con una sección sobre la polifonía, que había circulado en forma manuscrita durante mucho tiempo entre los alumnos del maestro. Le sigue una sección de 44 páginas sobre el contrapunto, donde cita a Philippe Rogier y Géry de Ghersem como las autoridades en las que basa sus opiniones, ambos estrechamente relacionados con la Capilla flamenca de Madrid. Le sigue una tercera sección sobre el canto llano de 52 páginas. La obra cierra con un índice alfabético de 136 páginas en las que trata diversos temas históricos y teóricos de la música y los músicos.
Entre sus influencias, además de los mencionados Rogier y Ghersem, fueron Johannes de Muris, Francisco Tovar, Pietro Cerone y Andrés Lorente, entre otros. La popularidad de Arte minima no solo se extendió por toda Portugal, sino que también se extendió a España, donde es mencionado por Jorge de Guzmán en su Curiosidades del cantollano (Madrid, 1709).